# エティエンヌ・ドレ

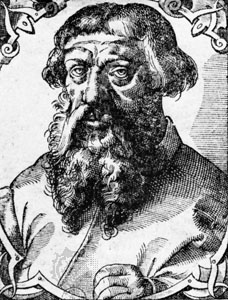
エティエンヌ・ドレ

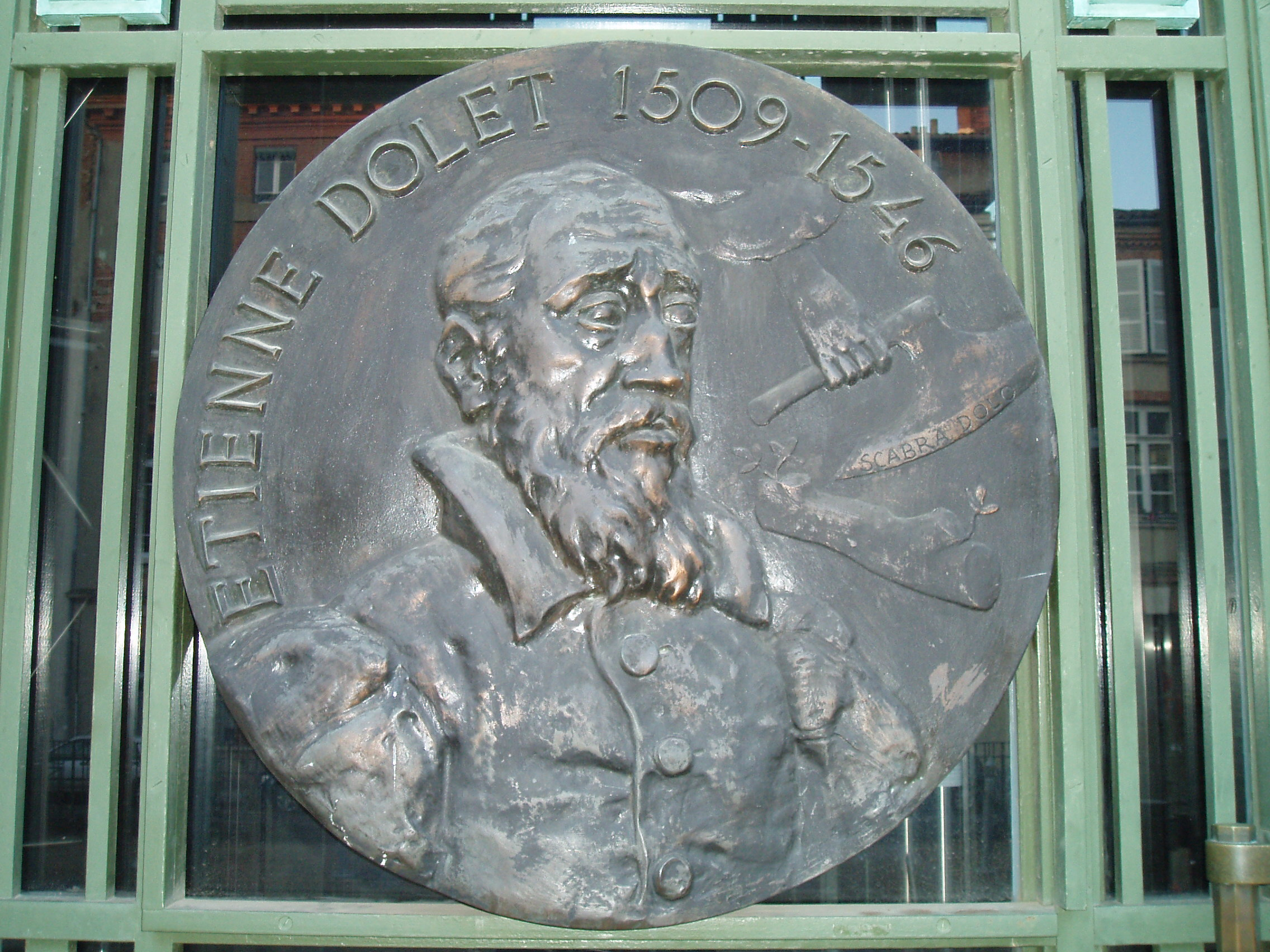
トゥールーズの公共図書館の扉にはメダルがかけられている

エティエンヌ・ドレ（Étienne Dolet, 1509年8月3日 - 1546年8月3日）は、フランス・ルネサンス期のラテン語学者、翻訳家、印刷・出版業者、人文主義者。

## 人物・来歴

### 青年期まで
オルレアン生まれ。国王フランソワ1世の隠し子とする伝もあるが疑わしい。ただし、上流階級と何らかの関係があったことは確かである。
1521年頃にパリへ赴き、貴族身分のガスパール・ド・コリニーの教師だったニコラ・ベロー（1473-1550）に師事、1526年パドヴァに移る。友であり師であった古典学者であるシモン・ド・ヴィルヌーヴが夭折すると、1530年リモージュ司教でヴェネツィア共和国フランス大使のジャン・ド・ランジャックの秘書になり、ヴェネツィアに滞在。多忙ながらラテン語学者であるジョヴァンニ・バッティスタ・エニャツィオの講義に出席し、他方、暇を見つけてはエレナという女にラテン語の恋愛詩を贈っていた。

### 出版活動の開始
フランスに帰国後、トゥールーズ大学で法の勉強に励む。大学では国・地域別の学生集団が形成されていたが、治安上これを問題視した高等法院は集会禁止令を発した。反発したドレは非難演説を行ったため、投獄され、挙句に当地を追放された。1536年リヨンで一種のラテン語百科事典『ラテン語註解』全二巻を出版、国王フランソワ1世に献上し、ラテン語学者として名声を得る。同年、画家アンリ・ギーヨ（通称コンパン）を殺害した廉で獄中生活を余儀なくされた。1538年には国王から、ラテン語、ギリシア語, イタリア語、フランス語の古典および自著の出版許可を10年間与えられた。
ドレの出版物は、古代から同時代の作品まで、宗教書から世俗書まで、ラテン語による新約聖書の注釈。キケローの文献解釈に関してエラスムスに対する反論からフランス語によるクレマン・マロやフランソワ・ラブレーの評論まで、幅広く及んだ。1542年に出版した Cato christianus のために、異端者および無神論者と咎められ、逮捕される。15か月の拘禁を経て、チュール司教の赦免状により釈放された。

### 相次ぐ逮捕の末の処刑
1544年に再度逮捕されたが脱獄、イタリア北西部ピエモンテ州に逃亡。フランス国王やナバラ王国女王、高等法院に宛てた陳情書を出版すべく、一か八かリヨンに戻ったが、またも逮捕され、パリ大学神学部からは堕落した無神論者としての悪いレッテルを貼られた。37歳の誕生日、パリのモベール広場で絞首ののち焚刑に処された。処刑中は従容として、五歩格詩 Non dolet ipse Dolet, sed pia turba dolet を詠じたと伝えられる。
裁判記録は1836年に出版された。また、1889年にはモベール広場に銅像が立てられたが、いつのまにか消えてしまった。

## 評価
分類上、プロテスタントの体現者なのか、反キリスト教的合理主義哲学者なのか、しばしば議論になる。当時の主だったプロテスタントからは存在を認知されておらず、ジャン・カルヴァンには、ハインリヒ・コルネリウス・アグリッパや師匠ヴィルヌーヴとともに、イエス・キリストを冒涜したとして公に非難された。しかし、ドレの翻訳出版した多くの宗教書から判断するに、批判は全く不当なものである。母語フランス語による聖典の解釈を唱道したことは、特筆に値する。